# Akijama Tokuzó
Akijama Tokuzó (	秋山徳蔵; Hepburn: Akiyama Tokuzō; 1888. augusztus 30. – 1974. július 14.) japán séf, előbb Taisó császár, majd Hirohito császár főszakácsa. Munkássága jelentős a japán gasztronómiában, mint a francia konyha egyik meghonosítója. Életét regényben és több televíziós produkcióban is megörökítették. A „japán Escoffierként” tartják számon.

## Élete és pályafutása

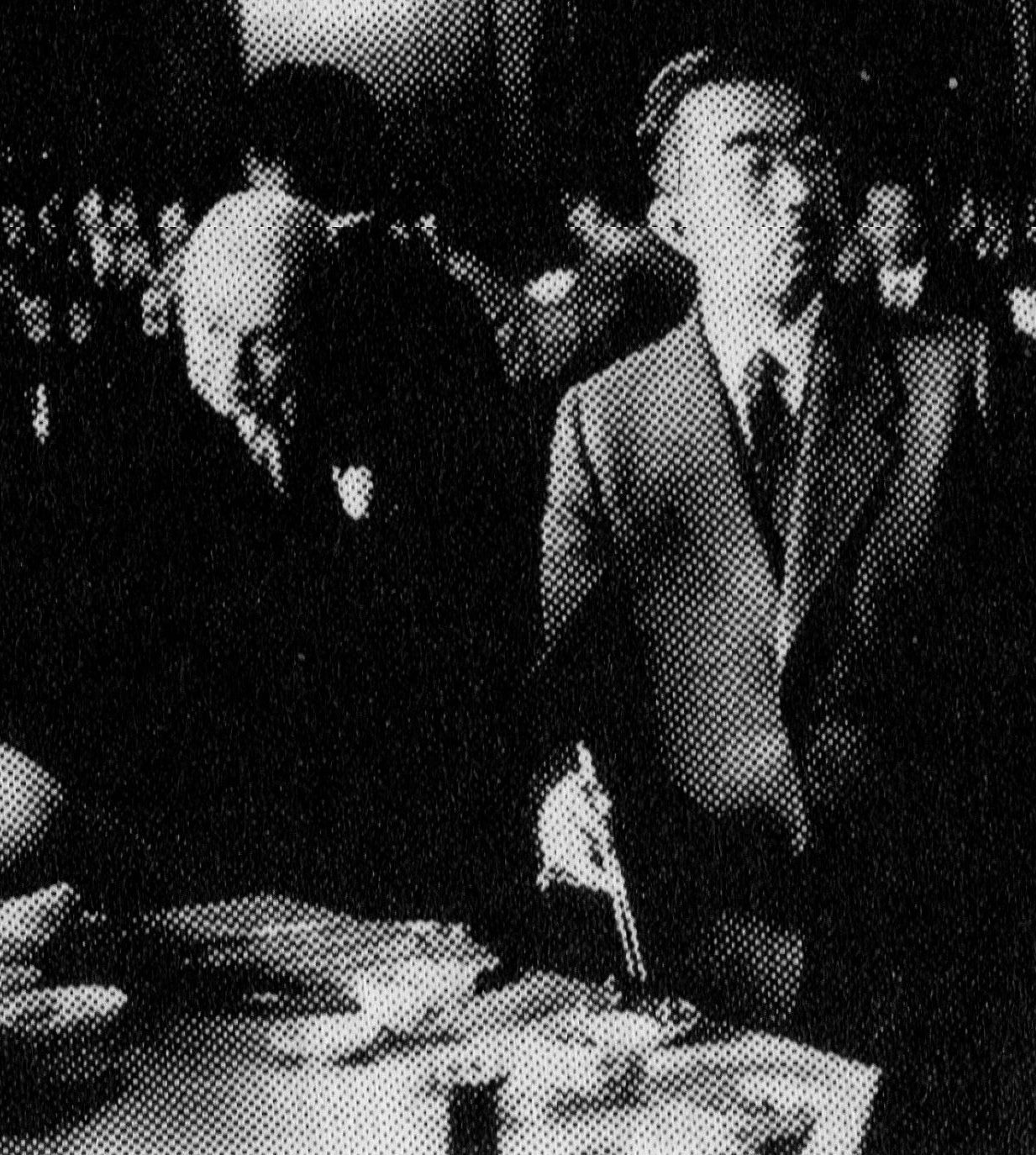
Akijama és Hirohito császár 1949-ben

Ecsizenben született Takamori Tokuzó néven, Fukui prefektúrában, gyerekként sok gondot okozott szüleinek. Korán kiházasították egy gazdag szabaei családhoz, ekkor lett a vezetékneve Akijama. Itt ismerkedett meg a nyugati gasztronómiával, egy katonaszakács segítségével. Hamar Tokióba költözött, hogy szakácsmesterséget tanuljon, a Peerage Hallban és a Cukidzsi Szeijóken (築地精養軒) szálloda konyháján tanult. 1909-ben előbb Németországba, majd Párizsba utazott, hogy továbbfejlessze tudását. Párizsban a Majestic Hotelben és Café de Paris-ban dolgozott. Japán származása miatt számos konfliktusba keveredett, jórészt az orosz–japán háború végkimenetele miatt felerősödő japánellenesség és az ázsiaiakkal szembeni általános előítéletek miatt. Ennek ellenére magas beosztásokat ért el, a híres Hôtel Ritz Paris konyháján Auguste Escoffier alatt dolgozott.
1913-ban felkérték, hogy készítse el Taisó császár beiktatási ünnepségének menüjét, majd kinevezték a császári udvar főszakácsává. 25 évesen lett a császár főszakácsa. Felettese, a Császári Konyha Igazgatója, Fukuba Hajato (福羽逸人, 1856–1921) volt, elismert kertészszakember.
1920-ban külföldre küldték, beutazta Európát és Amerikát, és elkísérte a koronaherceget (a későbbi Hirohito császárt).
A tokiói Touyouken étterem harmadik tulajdonosa volt.
Akijama Taisó császárt és Hirohito császárt is szolgálta főszakácsként, 1972-ben, 83 évesen vonult vissza. Két évvel később hunyt el.

## Könyvei
- Akijama Tokuzó, Furanszu rjóri zenso (仏蘭西料理全書), Akijama henszandzso suppanbu (秋山編纂所出版部), 1923
- Nihon sicsúsi kjódókai (szerk.), Hjódzsun Furanszu rjóri zenso (標準仏蘭西料理全書 第1巻 3版), Nihon sicsúsi kjódókai (日本司厨士協同会), 1941

## Emlékezete
Életét Szugimori Hiszahide dolgozta fel 1979-ben megjelent Tennó no rjóriban (天皇の料理番; Hepburn: Tennō no Ryōriban) című regényében.
Két televíziós sorozat és egy tévéfilm is készült róla:
- Tennó no rjóriban (天皇の料理番; Hepburn: Tennō no Ryōriban?), 1980, tévésorozat, TBS[7]
- Tennó no rjóriban (天皇の料理番; Hepburn: Tennō no Ryōriban?), 1993, tévéfilm, TBS[8]
- Tennó no rjóriban (天皇の料理番; Hepburn: Tennō no Ryōriban?), 2015, tévésorozat, TBS[9]

Utóbbi számos díjat nyert, például a Tokiói Nemzetközi Drámafesztivál nagydíját, illetve a címszereplő Szató Takeru a legjobb színésznek járó díjat is átvehette.